# Natursprunganlage Achomitz
Die Natursprunganlage Achomitz in Achomitz (Kärnten) besteht aus mehreren Naturschanzen. Zur Anlage gehören zwei kleinere Schanzen der Kategorie K 20, K 32, eine mittlere Schanze der Kategorie K 50 und eine Normalschanze der Kategorie K 75. Die Schanzen sind nicht mit Matten belegt. Die Sprunganlage ist die Heimat für den österreichischen Nordischen Kombinierer Tomaž Druml und war die Basis für den späteren Olympiasieger Karl Schnabl. Der Verein SV Achomitz/ŠD Zahomc gilt als einer der erfolgreichsten hinsichtlich des nordischen Skisports in Österreich.

## Geschichte
Die erste 30-Meter-Schanze wurde im Jahr 1952 in Achomitz nahe dem Dreiländereck Österreich-Slowenien-Italien unter Beteiligung von Stanko Bloudek und Janez Gorišek errichtet. Zehn Jahre später folgte die K 60-Schanze. 1993/1994 wurde das Sprungzentrum erweitert für den Nachwuchs. So entstanden die K 20-, K 32-, K 50-, K 75-Schanzen und eine Beschneiungsanlage. Seither finden jedes Jahr Vergleichswettkämpfe zwischen Kärnten und Slowenien statt.

## Technische Daten
| Große Schanze                              | Große Schanze |
| Anlauf                                     | Anlauf        |
| ------------------------------------------ | ------------- |
| Anlauflänge                                | 65 m          |
| Neigung des Anlaufs (γ)                    | 35°           |
| Anlaufgeschwindigkeit                      | 80 km/h       |
| Schanzentisch                              |               |
| Tischhöhe                                  | 2,80 m        |
| Tischlänge                                 | 6,50 m        |
| Neigung des Schanzentisches (α)            | 12,3°         |
| Aufsprung                                  |               |
| Konstruktionspunkt                         | 75 m          |
| Verhältnis Höhen- zu Längendifferenz (h/n) | 0,594         |
| K-Punkt Neigungswinkel (β)                 | 35°           |
| Auslauf                                    |               |
| Länge des Auslaufs                         | 90 m          |

| Mittlere Schanze                           | Mittlere Schanze |
| Anlauf                                     | Anlauf           |
| ------------------------------------------ | ---------------- |
| Anlauflänge                                | 47,50 m          |
| Neigung des Anlaufs (γ)                    | 37,14°           |
| Anlaufgeschwindigkeit                      | 72 km/h          |
| Schanzentisch                              |                  |
| Tischhöhe                                  | 2,00 m           |
| Tischlänge                                 | 4,75 m           |
| Neigung des Schanzentisches (α)            | 12°              |
| Aufsprung                                  |                  |
| Konstruktionspunkt                         | 50 m             |
| Verhältnis Höhen- zu Längendifferenz (h/n) | 0,535            |
| K-Punkt Neigungswinkel (β)                 | 35°              |
| Auslauf                                    |                  |
| Länge des Auslaufs                         | 90 m             |

## Internationale Wettbewerbe
Genannt werden alle von der FIS organisierten Sprungwettbewerbe
| Datum           | Kategorie | Schanze | 1. Platz   | 2. Platz       | 3. Platz       |
| --------------- | --------- | ------- | ---------- | -------------- | -------------- |
| 3. Februar 2013 | Alpencup  | HS80    | Ema Klinec | Barbara Klinec | Chiara Hölzl   |
| 3. Februar 2013 | Alpencup  | HS80    | Ema Klinec | Chiara Hölzl   | Barbara Klinec |